# Vitalij Kolesnik
Vitalij Nikolajevitj Kolesnik (ryska: Виталий Николаевич Коле́сник), född 20 augusti 1979 i Öskemen, är en kazakisk professionell ishockeymålvakt som spelar för Barys Astana i KHL. 

## Klubbar
- ShVSM Ust-Kamenogorsk 1995–1997
- Kazzinc-Torpedo 1997–2005
- Colorado Avalanche 2005–2006
- Lake Erie Monsters 2005–2006
- Atlant Mytisjtji 2006–2009
- Salavat Julajev Ufa 2009–2012
- Lokomotiv Jaroslavl 2012–2016
- Barys Astana 2016–